# Малый Раковец
Ма́лый Ра́ковец (укр. Мали́й Ра́ковець) — село в Белковской сельской общине Хустского района Закарпатской области Украины.
Расположен у подножия горы Китица, на левом берегу Боржавы, в 18 км от Иршавы и в 10 км от железнодорожной станции Рокосово на линии Королево — Тересва.
Почтовый индекс — 90144. Телефонный код — 3144. Занимает площадь 3,388 км². Код КОАТУУ — 2121986001.

## Население
Население по переписи 2001 года составляло 3086 человек.

### Языковой состав
Родной язык населения по данным переписи 2001 года:
| Язык       | Численность, чел. | Доля     |
| ---------- | ----------------- | -------- |
| Украинский | 3 076             | 99,68 %  |
| Другое     | 10                | 0,32 %   |
| Итого      | 3 086             | 100,00 % |

## История
Малый Раковец основан между 1300—1350 гг.

## Археология
На территории Малого Раковца обнаружены остатки двух поселений — эпохи палеолита: одно раннего и второе — позднего (около 30—20 тысяч лет назад) периода. Малый Раковец IV — второе по древности поселение раннего палеолита (после Королёво) в Центральной Европе.

## Известные люди
- Уроженцем Малого Раковца является хирург и педагог профессор А. В. Фединец.